# Falcon Alkoholfri Arena
Die Falcon Alkoholfri Arena ist ein Fußballstadion in der schwedischen Stadt Falkenberg, im Südwesten des Landes. Die Anlage bietet 5565 Zuschauern Plätze. Sie wurde 2017 eröffnet und ist die Heimspielstätte der beiden Fußballvereine Falkenbergs FF und IF Böljan.

## Geschichte
2013 wurde der Anstoß für den Neubau einer reinen Fußballarena gegeben, da das bisherige Heimstadion des Falkenbergs FF, der Falkenbergs IP, nicht mehr den zwischenzeitlich verschärften Regularien für den vom Ligaverband Svensk Elitfotboll organisierten Spielbetrieb zu entsprechend drohte. Unter Einbindung verschiedener betroffener Vereine der Stadt wurden verschiedene Varianten diskutiert und die Erfahrungen anderer Städte analysiert, im November brachten Parteienvertreter der Folkpartiet liberalerna eine Untersuchung zur Errichtung eines gemeinsamen Fußballstadions für Falkenbergs FF und den Lokalrivalen Halmstads BK, da auch das Halmstader Stadion renovierunsgbedürftig war, ins Spiel. Nachdem zwischenzeitlich der Neubau beschlossen worden war, wurden im Frühjahr 2015 sechs Bauunternehmen von der Kommune mit der Errichtung des Gebäudes und der Infrastruktur betraut.
Im Juni 2015 wurde der Name der bis Anfang 2017 zu bauenden Arena bekanntgegeben. Nachdem die ortsansässige schwedische Tochtergesellschaft der dänischen Brauerei Carlsberg Namenssponsor wurde, erhielt die Sportstätte den Namen der alkoholfreien Biersorte Falcon Alkoholfri. Das Stadion wurde rechtzeitig fertiggestellt, so dass der frisch aus der erstklassigen Allsvenskan abgestiegene Falkenbergs FF zu Beginn der Zweitliga-Spielzeit 2017 den Spielbetrieb im neuen Stadion aufnehmen konnte. Wenige Tage später wurde bei einer Bestandsaufnahme der Baukosten seitens der Kommune angegeben, dass diese mit 110 Millionen SEK zirka 20 Millionen Kronen unterhalb der ursprünglich bei der Planung angesetzten Kosten liegen, in dem Bericht wurden jedoch die teilweise deutlich höheren Gemeinkosten für die Infrastruktur sowie die Neugestaltung der Grünanlagen nicht berücksichtigt. Parallel zur Männermannschaft von Falkenbergs FF bezog im selben Jahr die Frauenmannschaft von IF Böljan nach dem Aufstieg in die zweitklassige Elitettan das Stadion als Heimstätte.